# Un mistero per Goodwin
Un mistero per Goodwin (titolo originale Blood Will Tell) è la trentottesima novella gialla di Rex Stout con Nero Wolfe protagonista.

## Storia editoriale
Il racconto fu pubblicato per la prima volta sulla rivista Ellery Queen's Mystery Magazine nel numero di dicembre 1963 e in formato libro nella raccolta Trio For Blunt Instruments nel 1964.

## Trama
Archie riceve via posta una cravatta insanguinata; il mittente vive in un appartamento di Manhattan. Incuriosito dall'insolita missiva, Archie si reca a indagare sul posto. Il mittente nega di avere spedito la cravatta, ma, durante l'investigazione negli altri appartamenti del palazzo, Archie trova un cadavere.

### Personaggi principali
- Nero Wolfe: investigatore privato
- Archie Goodwin: assistente di Nero Wolfe e narratore di tutte le storie
- Fritz Brenner: cuoco e maggiordomo
- Saul Panzer, Fred Durkin e Orrie Cather: investigatori privati
- Lon Cohen: giornalista
- James Neville Vance: musicologo
- Martin Kirk, Paul Fougere, Rita Fougere: inquilini di Vance
- Cramer: ispettore della Squadra Omicidi
- Purley Stebbins: sergente della Squadra Omicidi

## Critica
"Ancora una volta ci troviamo di fronte a un tipico cast Stoutiano di personaggi vagamente sospetti che condividono relazioni complicate e vite amorose scandalose. Anche se Stout prova a usare un po' di analisi forensi, alla fine fa risolvere l'enigma a Wolfe facendogli individuare una semplice bugia detta dall'omicida. La logica che usa per scoprire la bugia sembra plausibile a una prima lettura, ma in realtà a pensarci bene non regge. Wolfe escogita uno stratagemma intelligente per acquisire un elemento di prova, che poi usa per ingannare l'omicida costringendolo a scoprirsi durante la scena finale nella casa di arenaria. Il vero mistero qui è perché un assassino che si suppone intelligente scelga un detective di prim'ordine come Archie Goodwin come gonzo in un piano omicida quando un investigatore da due soldi sarebbe stato molto più adatto. Questa è una storia divertente per le relazioni interessanti tra i personaggi, ma in fin dei conti è poco soddisfacente perché ci sono troppi buchi nella trama."
"Wolfe individua quattro fatti che lo aiutano a identificare l'assassino (fine del capitolo 7). Il primo fatto indica un aspetto bizzarro in un gesto dell'assassino. Questo gesto ha senso solo se l'assassino è uno specifico dei sospettati. È un indizio forte. Gli altri tre fatti riguardano il comportamento di quel sospettato. Sono tutti stranezze nel comportamento del sospettato. [...] Anche questi tre fatti sono piuttosto buoni. Hanno un peso cumulativo: ognuno, di per sé, potrebbe essere spiegato in un altro modo, ma presi tutti insieme diventano determinanti."

## Edizioni
- Rex Stout, Nero Wolfe in vicolo cieco, traduzione di Laura Grimaldi, collana I romanzi brevi di Rex Stout (n. 13), Arnoldo Mondadori Editore, 1984,  p. 264.